# Orthosia nebulosus
Orthosia nebulosus là một loài bướm đêm trong họ Noctuidae.